# Carter Thompson
Carter William James Thompson (* 29. November 2007 in New Lambton Heights, New South Wales) ist ein australischer Motorradrennfahrer.

## Karriere
Als Absolvent des Asia Talent Cups debütierte Thompson 2022 im European Talent Cup für das AGR Team; diesen schloss er in seiner Rookie-Saison als 13. ab.
2023 wurde der Australier Teil des Red Bull MotoGP Rookies Cups und wurde 19. in seiner ersten Saison. Im European Talent Cup hingegen enttäuschte er und wurde lediglich 30. mit einem Punkt.
2024 verbesserte sich Thompson auf dem zehnten Gesamtrang am Saisonende. Zudem debütierte Thompson in der Supersport-300-Weltmeisterschaft als Ersatz für den verletzten Petr Svoboda.

## Statistik in der Supersport-300-Weltmeisterschaft
(Stand: 14. April 2025)
| Saison | Team                                    | Motorrad           | Rennen | Siege | Zweiter | Dritter | Poles | Schn. Runden | Punkte | Ergebnis |
| ------ | --------------------------------------- | ------------------ | ------ | ----- | ------- | ------- | ----- | ------------ | ------ | -------- |
| 2024   | Füsport-RT Motorsport by SKM – Kawasaki | Kawasaki Ninja 400 | 8      | –     | 1       | 1       | 1     | 1            | 62     | 14.      |
| 2025   | MTM Kawasaki                            | Kawasaki Ninja 400 | 8      | 1     | –       | –       | –     | 1            | 93     | 5.       |
| Gesamt | Gesamt                                  | Gesamt             | 16     | 1     | 1       | 1       | 1     | 2            | 155    |          |